# Franz de Paula von Schrank

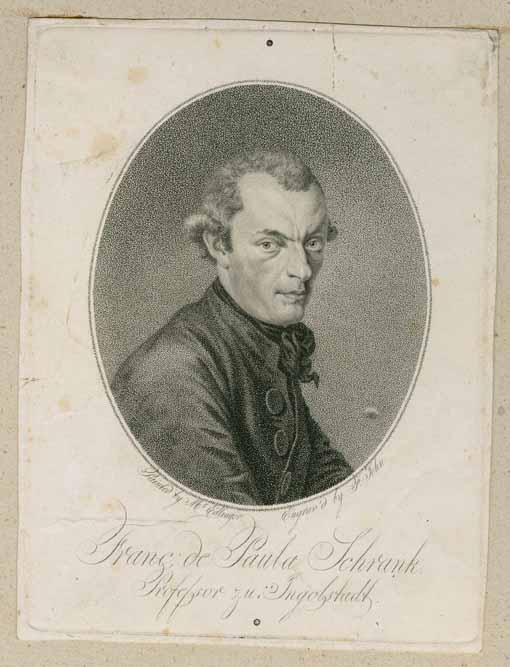
Franz de Paula von Schrank

Franz de Paula Schrank, ab 1808 von Schrank (zuweilen auch Schranck; * 21. August 1747 in Vornbach (heute Ortsteil von Neuhaus am Inn); † 22. Dezember 1835 in München), war ein deutscher Botaniker, Insektenforscher und römisch-katholischer Geistlicher. Sein offizielles botanisches Autorenkürzel lautet „Schrank“.

## Leben und Wirken
Franz Schrank war ein Sohn des Klosterrichters Johannes Schrank und seiner Ehefrau Maria Walburga. Als Namenspatron wählten seine Eltern bei der Taufe den heiligen Franz von Paola, daher sein Vorname „Franz de Paula“. Er besuchte das heutige Gymnasium Leopoldinum in Passau und trat dem Jesuitenorden bei. Nach einer Zeit als Novize in Wien – an einer Mission nach Brasilien konnte er aus gesundheitlichen Gründen nicht teilnehmen – war er ab 1769 Lehrer in Linz. Nach der Aufhebung des Jesuitenordens im Jahr 1773 kehrte er nach Wien zurück und empfing im Dezember 1774 die Priesterweihe. 1776 wurde er in Wien zum Doktor der Theologie promoviert. Schon im selben Jahr wurde er Professor für Mathematik und Physik am Lyzeum in Amberg (Bayern) und 1784 Professor an der ersten bayerischen Universität in Ingolstadt. Er lehrte dort Kameralwissenschaft mit den Schwerpunkten Landwirtschaft, Bergbau, Forstwirtschaft und Naturgeschichte. Nach der Verlegung der Universität 1800 nach Landshut setzte er dort seine Tätigkeit als Hochschullehrer an der Universität Landshut fort.
Später war Schrank zwischen 1809 und 1832 der erste Direktor des Botanischen Gartens in München.
Franz Schrank starb 1835 im Alter von 88 Jahren in München.

## Grabstätte

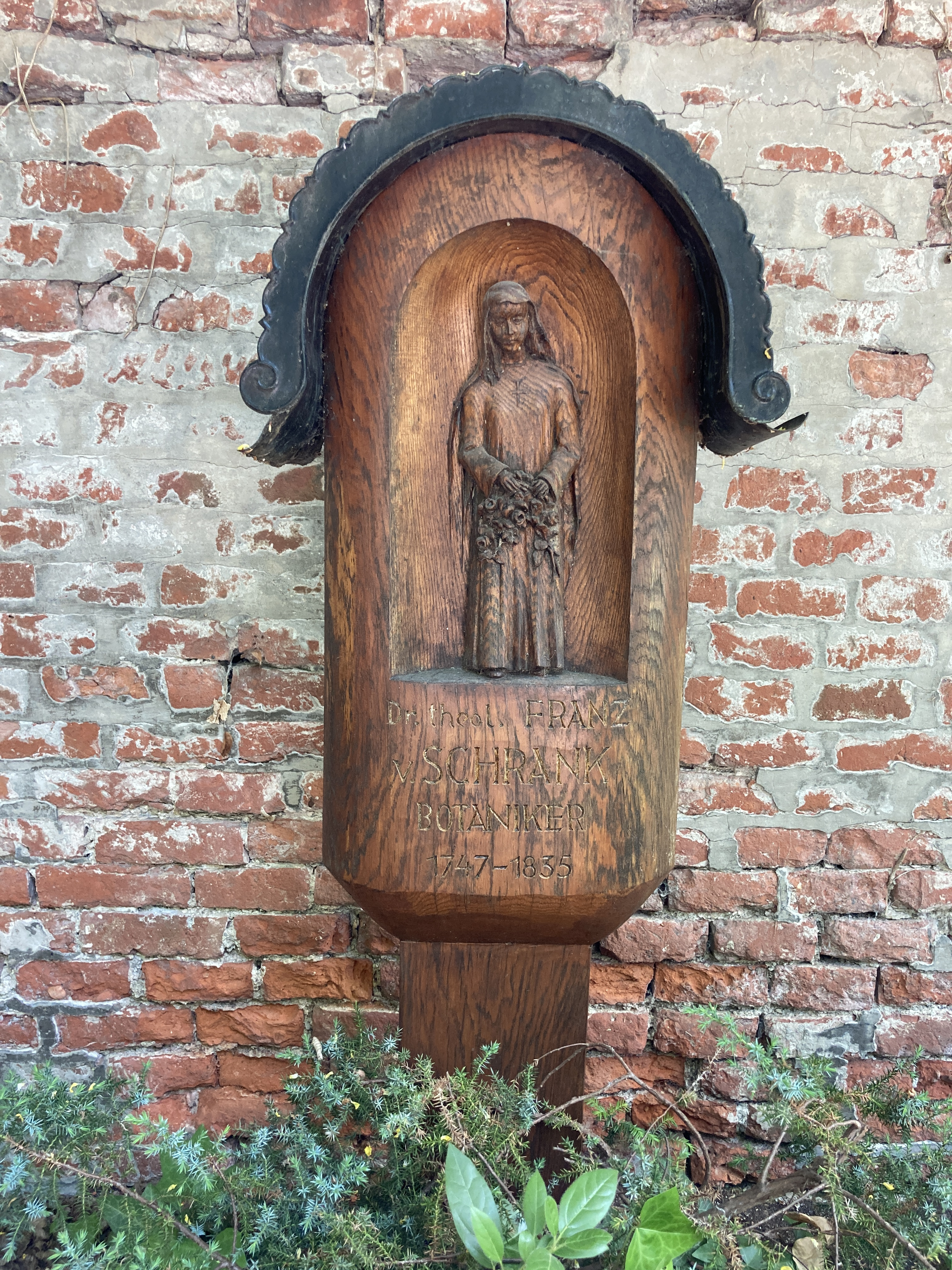
Grab von Franz Schrank auf dem Alten Südlichen Friedhof in München

Die Grabstätte von Franz Schrank befindet sich auf dem Alten Südlichen Friedhof in München (Mauer Links Platz 180 bei Gräberfeld 5) Standort.

## Ehrungen
In Anerkennung für seine Verdienste erhielt Franz Schrank viele Ehrungen. Besonders hervorzuheben heben sind die Ehrung durch eine Büste in der Ruhmeshalle in München und eine Büste im heutigen Botanischen Garten in Nymphenburg mit einem nach Schrank benannten „Schrank-Weg“. Die klassizistische Büste trägt die Aufschrift „FRANZ VON SCHRANK REI BOTANICAE IN BAVARIA STATOR“ (Franz von Schrank, Beschützer der Pflanzenwelt in Bayern). Am Geburtshaus in Vornbach ist eine Gedenktafel angebracht.

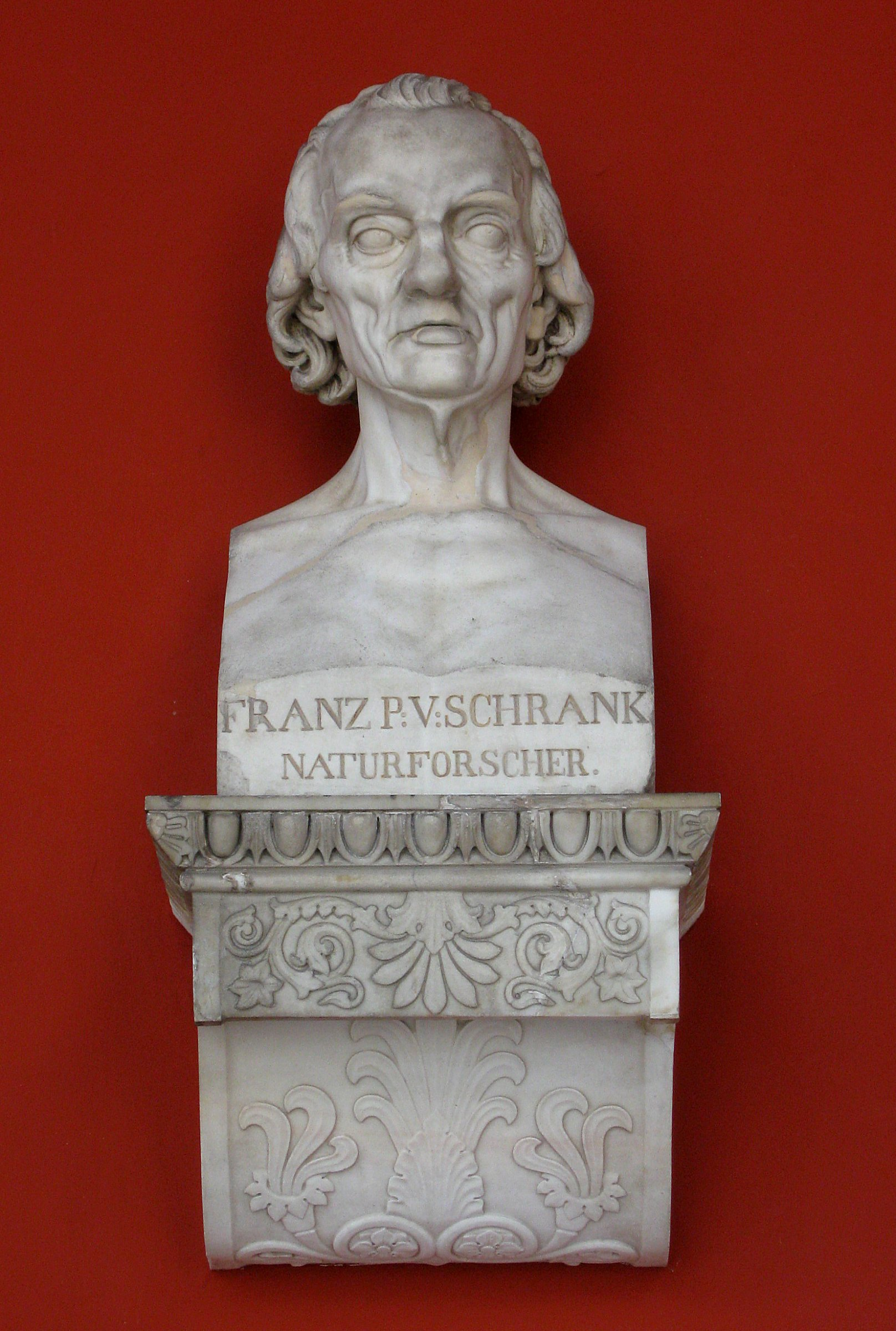
Büste in der Ruhmeshalle in München
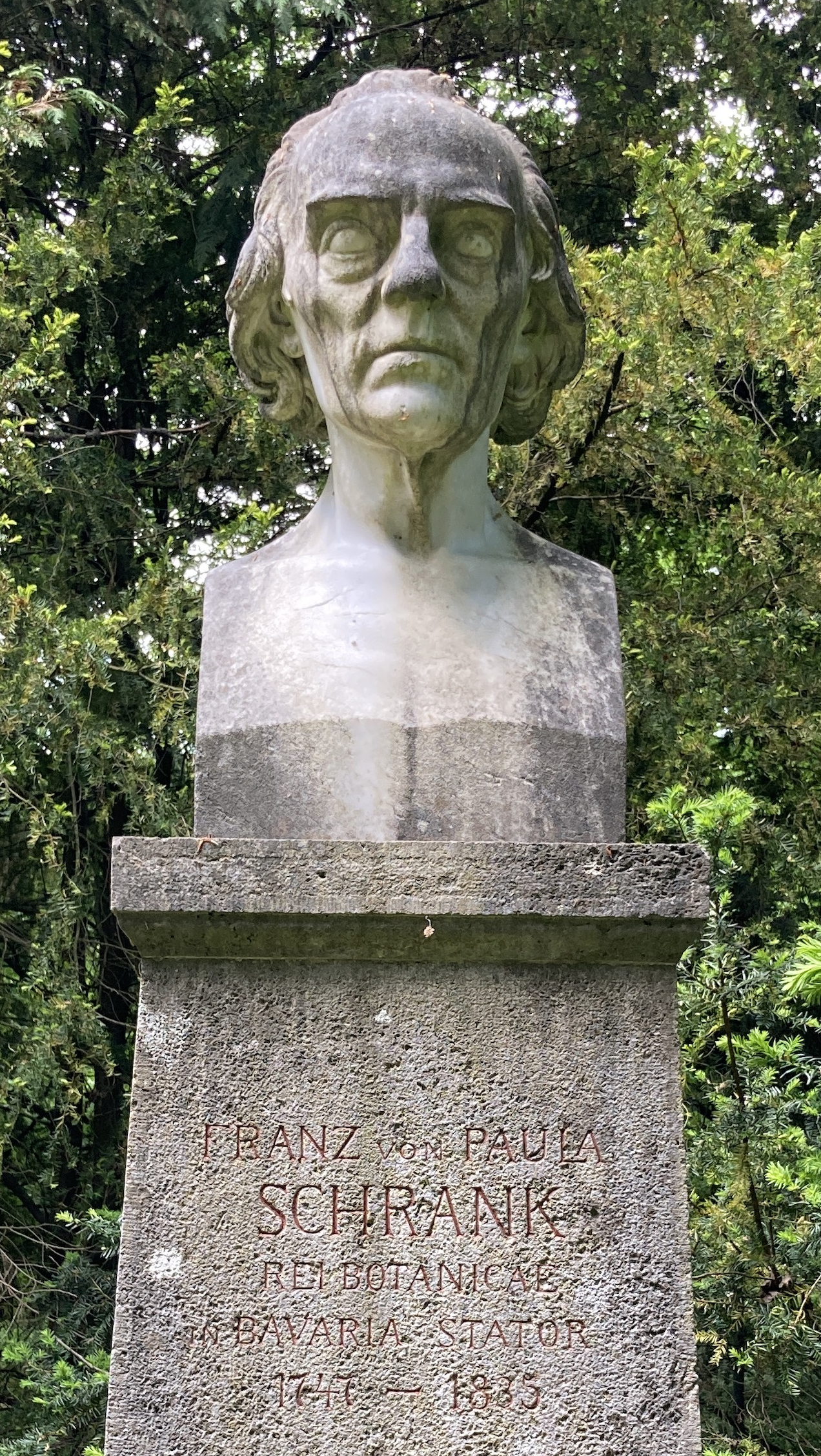
Büste im Botanischen Garten in Nymphenburg
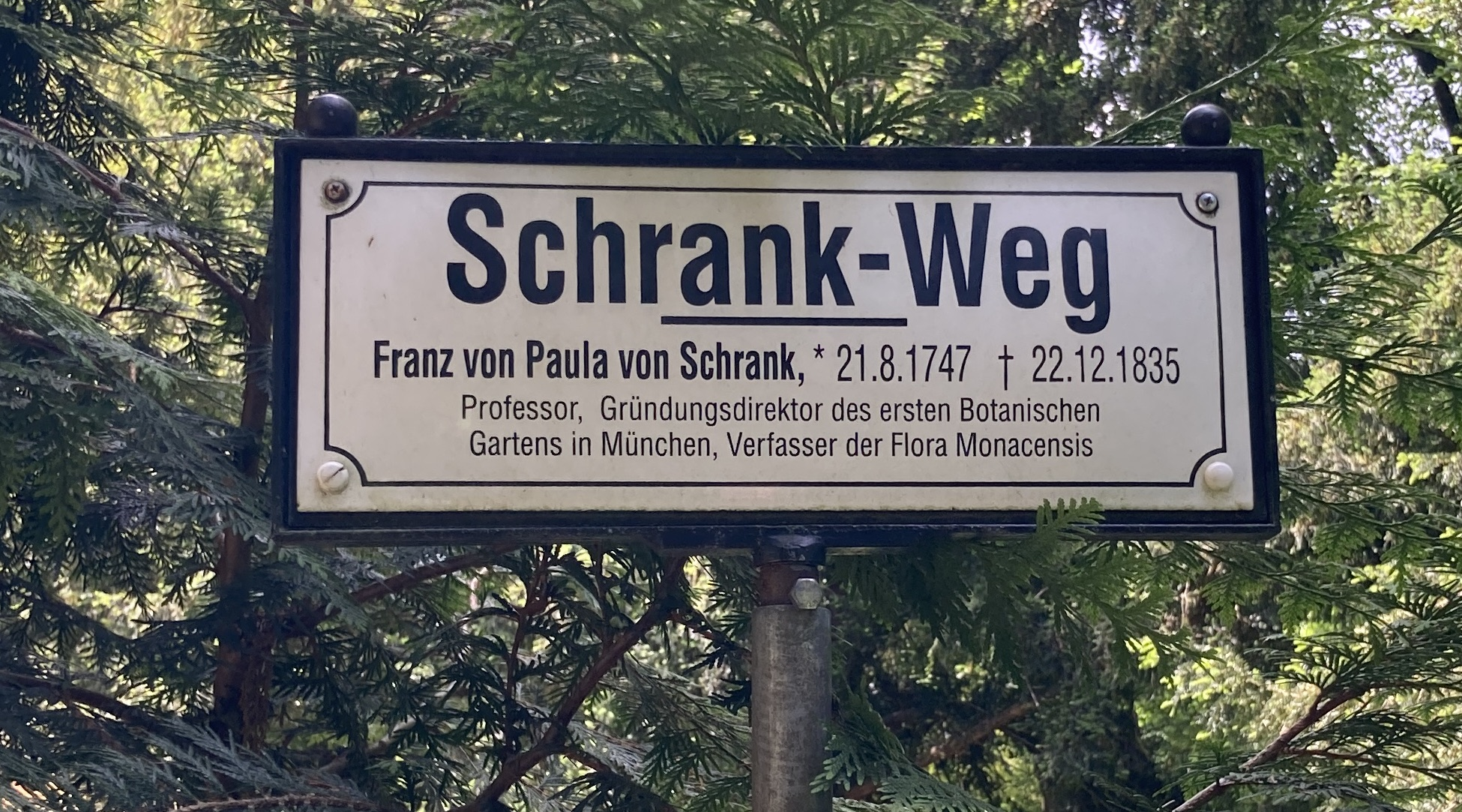
Schild für „Schrank-Weg“ im Botanischen Garten in Nymphenburg
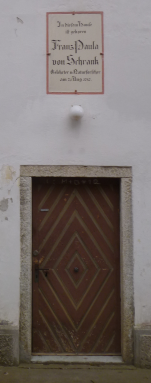
Gedenktafel am Geburtshaus in Vornbach

## Namensgeber für Straße
Nach Franz Schrank wurde 1914 in München im Stadtteil Nymphenburg (Stadtbezirk 9 - Neuhausen-Nymphenburg) die Franz-Schrank-Straße benannt.Strassenlage Lageplan Die Straße führt rechtwinkelig auf den Haupteingang des heutigen Botanischen Gartens zu.

## Auszeichnungen
- 1778: außerordentliches Mitglied der Bayerischen Akademie der Wissenschaften
- 1808: Ritterkreuz des Zivilverdienstordens der bayerischen Krone, damit verbunden Transmissionsadel
- 1809: ordentliches Mitglied der Bayerischen Akademie der Wissenschaften
- 1816: Wahl zum Mitglied der Leopoldina[6]
- 1824: Ernennung zum Geheimen Geistlichen Rat
- 1829: Ludwigs-Orden
- Ehrenmitglied der Regensburgischen Botanischen Gesellschaft
- Mitglied der Akademie gemeinnütziger Wissenschaften (Erfurt), der Gesellschaft Naturforschender Freunde zu Berlin, der Ökonomischen Gesellschaft (Leipzig), des Polytechnischen Vereins (München), der Gesellschaft zur Beförderung der gesamten Naturwissenschaften in Marburg, der Wernerian Natural History Society (Edinburgh), der Gesellschaft für Physik und Naturgeschichte (Genf) sowie der Société linnéenne (Paris).
- Die Pflanzengattungen Schrankia Willd. (= Mimosa quadrivalvis) sowie die Gattung Schranckiastrum Hassl. aus der Familie der Hülsenfrüchtler (Fabaceae) ist nach ihm benannt worden.[7]

## Schriften

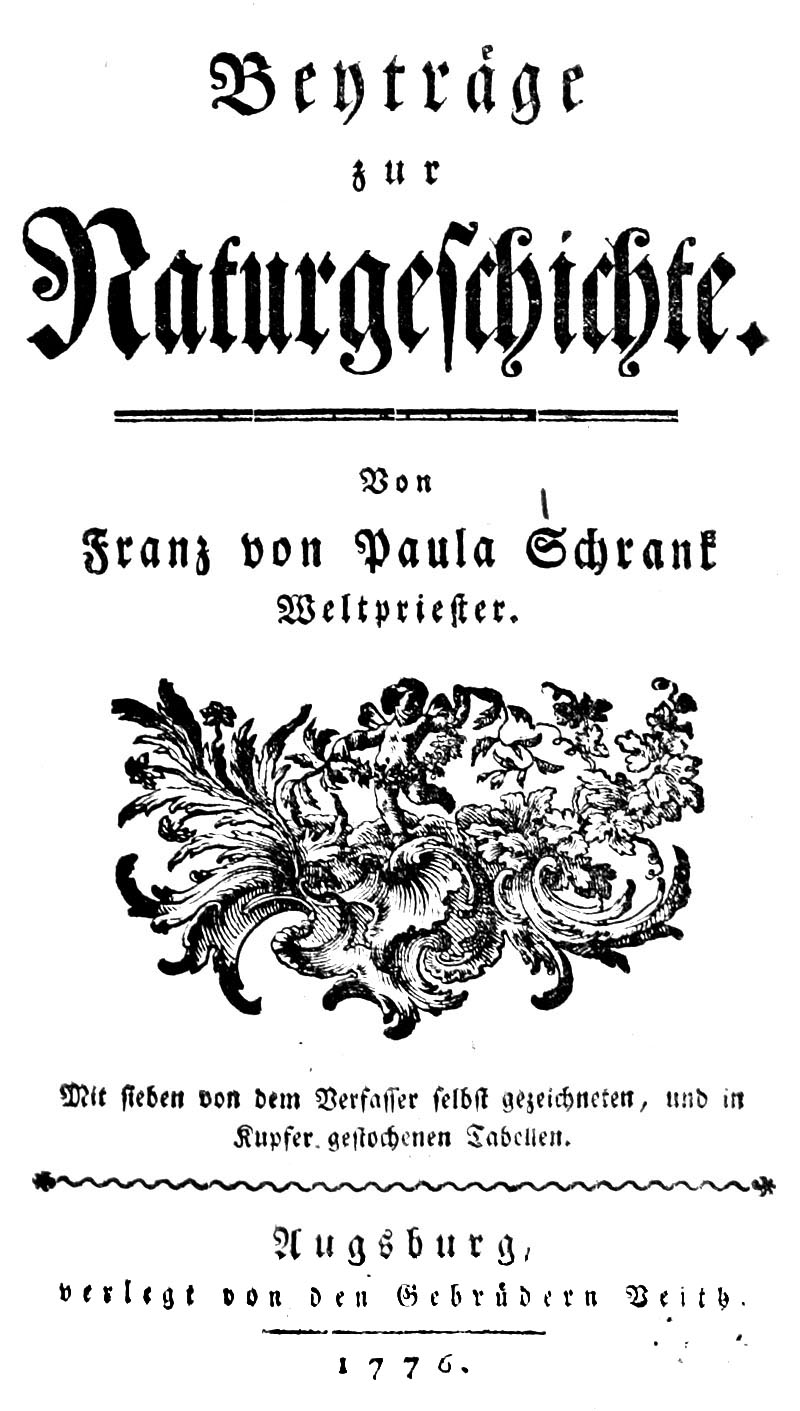
Titelseite von Beiträge zur Naturgeschichte von 1776

Franz von Paula Schrank verfasste eine Vielzahl naturwissenschaftlicher Schriften. Davon sind folgend einige aufgeführt.
- Beiträge zur Naturgeschichte. Augsburg 1776. doi:10.5962/bhl.title.36918
- Vorlesungen über die Art die Naturgeschichte zu studieren. Ratisbohn 1780.
- Enumeratio insectorum Austriæ indigenorum. Wien 1781. Archive
- Anleitung die Naturgeschichte zu studieren. München 1783.
- Naturhistorische Briefe über Österreich, Salzburg, Passau und Berchtesgaden. (gesammelte Werke, zusammen mit Karl Maria Erenbert Freiherr von Moll), Salzburg 1784–1785. doi:10.5962/bhl.title.37123
- Anfangsgründe der Botanik. München 1785. Archive
- Baiersche Reise … 1786.
- Verzeichniß der bisher hinlänglich bekannten Eingeweidewürmer; nebst einer Abhandlung über ihre Anverwandtschaften. München 1787.
- Bayerische Flora. München 1789. doi:10.5962/bhl.title.6609
- Primitiæ floræ salisburgensis, cum dissertatione prævia de discrimine plantarum ab animalibus. Frankfurt 1792.
- Abhandlungen einer Privatgesellschaft vom Naturforschern und Ökonomen in Oberteutschland. München 1792.
- Anfangsgründe der Bergwerkskunde. Ingolstadt 1793.
- Reise nach den südlichen Gebirgen von Bayern, in Hinsicht auf botanische und ökonomische Gegenstände. München 1793. https://www.digitale-sammlungen.de/de/view/bsb10468111
- Sammlung naturhistorischer und physikalischer Aufsäze. Nürnberg 1796. doi:10.5962/bhl.title.34274
- Fauna Boica. Durchgedachte Geschichte der in Baiern einheimischen und zahmen Thiere. Nürnberg 1801. doi:10.5962/bhl.title.44923 doi:10.5962/bhl.title.51801
- Flora monacensis. München 1811–1820.
- Plantæ rariores horti academici Monacensis descriptæ et iconibus illustratæ. 1819.
- Sammlung von Zierpflanzen. 1819.